# سلین دمیرآتار
سلین دمیرآتار (به ترکی استانبولی: Selin Demiratar) (زاده ۲۰ مارس ۱۹۸۳) بازیگر ترکیه‌ای است. از معروف‌ترین سریال‌های او می‌توان به روزگار تلخ، آدانالی٬ کوچه محبت اشاره کرد.

## زندگی‌نامه
سلین در سال ۱۹۸۳ میلادی (۱۳۶۲ شمسی) در شهر استانبول، کشور ترکیه زاده شده است. وی کار هنری را به صورت رسمی از تئاتر و بازی در نمایش آنتالیا شروع کرد. در آن زمان وی در تلاش بود که به عنوان یک چهره مشهور در ترکیه شناخته شود.
بعد از مدتی در سال ۱۹۹۹ بود که در زندگی وی یک دگرگونی بزرگ صورت گرفت، او در آن سال توانست عنوان دختر شایسته سال ترکیه شود. این عنوان راه هنری سلین را دگرگون کرد، البته قبل از این افتخار وی در چند کار کوتاه ایفای نقش کرده بود. در سال ۲۰۰۵ بود که سریال روزگار تلخ ساخته شد و این کار مورد توجه مردم ترکیه قرار گرفت و سلین به اوج معروفیت و محبوبیت خود رسید.

## فیلم‌شناسی
| سال       | فیلم                | نقش   | به ترکی استانبولی   | توضیحات      |
| --------- | ------------------- | ----- | ------------------- | ------------ |
| ۲۰۰۱      | ۹۰٬۶۰٬۹۰            | بورجو | ۹۰–۶۰-۹۰            | سریال        |
| ۲۰۰۲      | من کوچکم            | ایلول | Koçum Benim         | سریال        |
| ۲۰۰۲      | وقتی عبدالله می‌افتد | آیشه  | Abdülhamit Düşerken | سریال        |
| ۲۰۰۵      | روزگار تلخ          | نرمین | Acı Hayat           | سریال        |
| ۲۰۰۵      | تعجب                | پلین  | Şaşkın              | فیلم سینمایی |
| ۲۰۰۷      | آن خانوم            | یشیم  | O Kadın             | فیلم سینمایی |
| ۲۰۰۸      | قاضی                | تونا  | Gazi                | سریال        |
| ۲۰۱۲-۲۰۱۴ | کوچه محبت           | فیضا  | Huzur Sokağı        | سریال        |